# Objet d'art

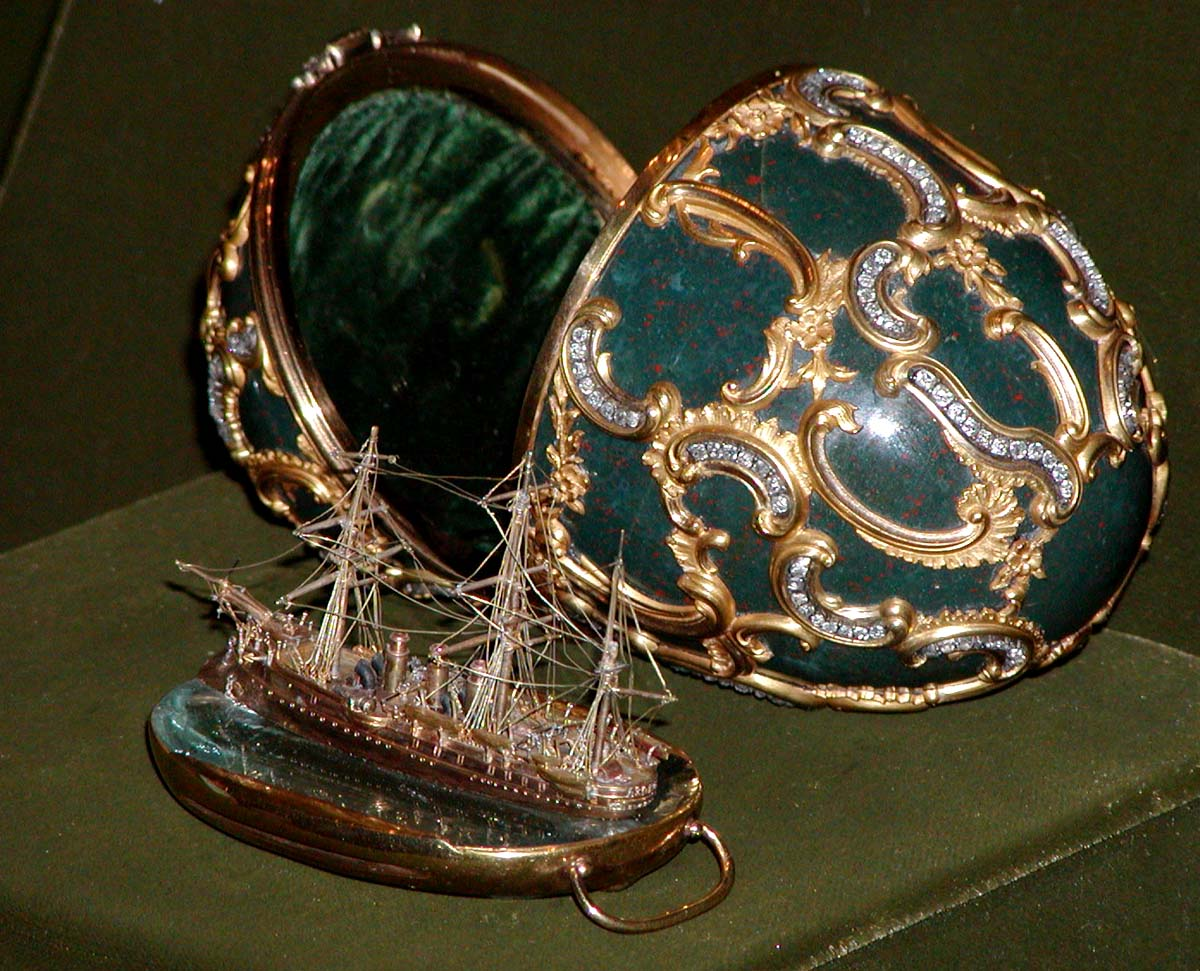
Objet d’art par excellence, cet œuf de Fabergé contient une réplique en or du navire Mémoire d'Azov.

Un objet d’art est une œuvre d'art en trois dimensions et généralement de petite taille, de qualité et de finition supérieures dans le domaine des arts décoratifs, tels que les articles de métallurgie, avec ou sans émail, les petites sculptures, les figurines et des plaquettes, de toutes matières, y compris les gemmes gravés, les sculptures en pierre dure, les sculptures en ivoire, la porcelaine et le verre non utilitaire, de même qu’une vaste gamme d’objets pouvant également être classés comme antiquités (voire d’objets antiques), comme les petites horloges, les montres, les boîtes en or et parfois des textiles, en particulier les tapisseries, voire les belles reliures de livres.

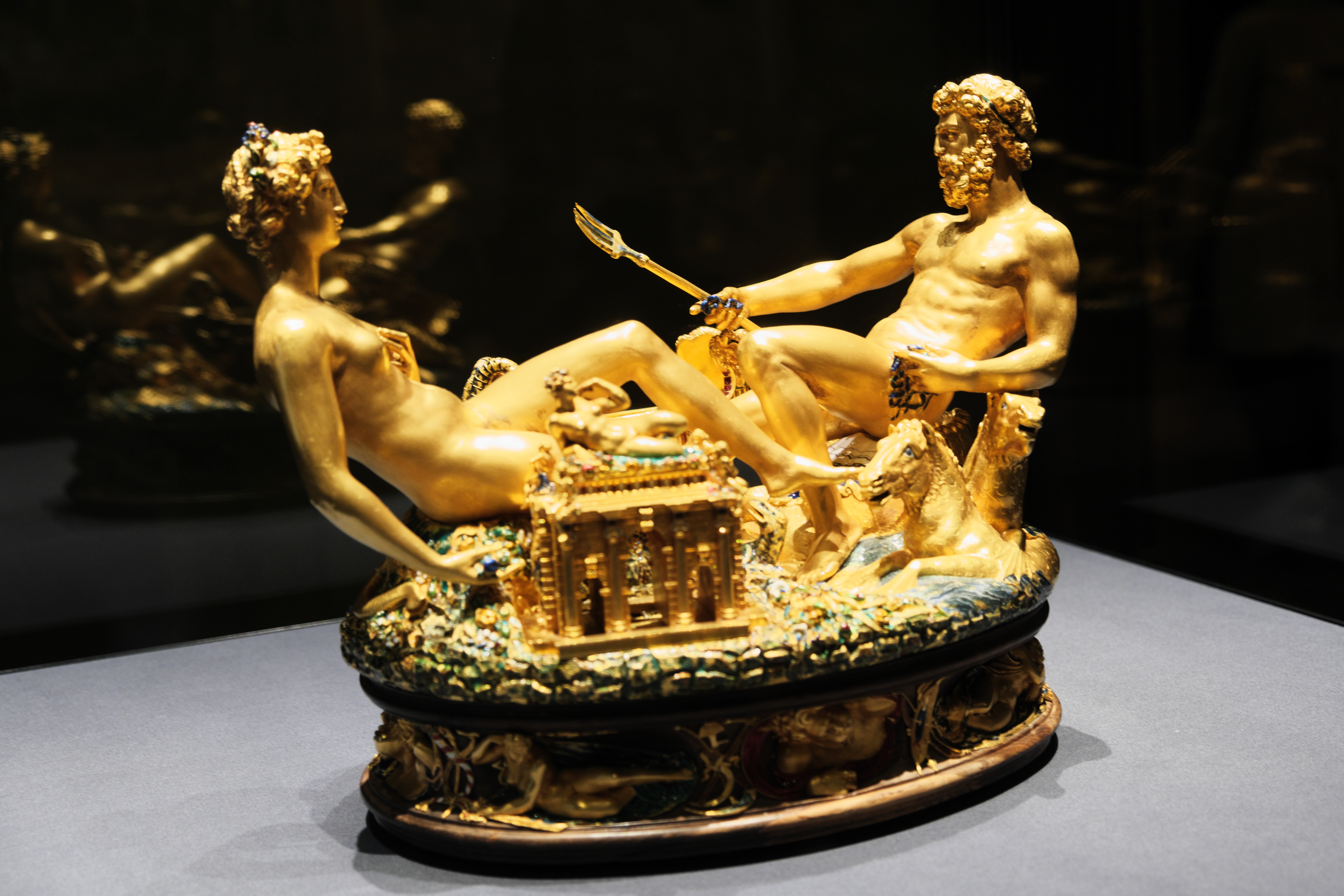
L’extravagance de l’invention et la richesse des matériaux empêche toute utilisation pratique de la salière de Cellini.

Le terme d’objet d’art est quelque peu flexible. Il couvre un vaste éventail d’œuvres dans la mesure où il est souvent utilisé comme terme général pour tout ce qui n'entre pas dans les principales catégories incluant la peinture, la sculpture de grande ou moyenne taille, la gravure ou le dessin.

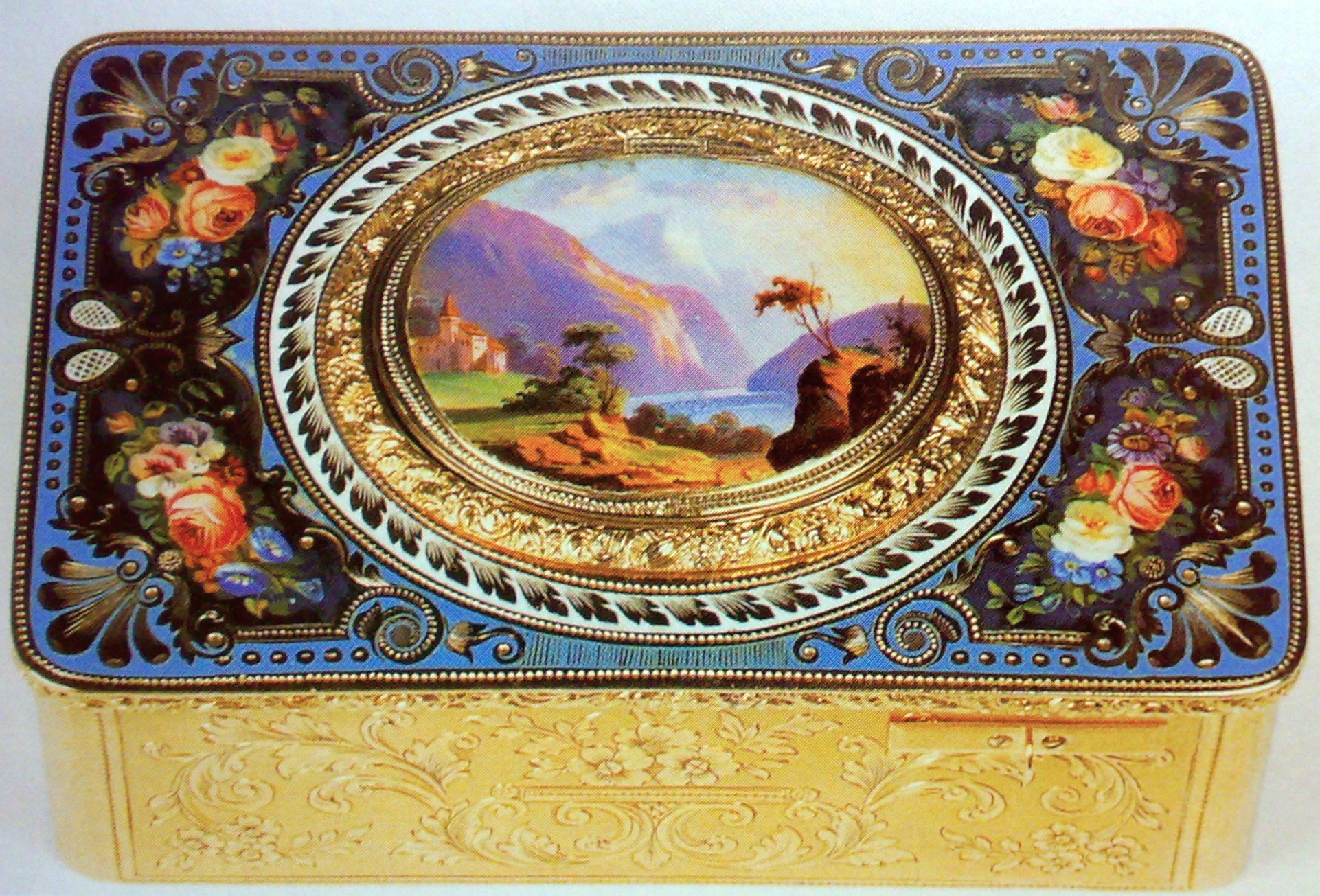
Boîte à oiseau chanteur par Bruguier, autre exemple d'objet d'art.

Le National Maritime Museum de Londres décrit ainsi sa collection : « La collection d’objets d’art du National Maritime Museum comprend plus de 800 objets. Ce sont surtout de petits objets d’art décoratif qui n’entrent pas dans le domaine des collections de céramique, de plaques, de textiles et de verre du musée. » Les articles (tous en relation avec les activités maritimes) illustrés sur le site web du musée comprennent des attaches métalliques à rideaux, un plateau en papier mâché laqué, des tapisseries, des petites boîtes de tabac à priser, de cosmétiques et d’autres usages, des photos coupe-papier (découpages), de petits articles en argent, des miniatures, un « fleuron horloge en laiton doré », des plaques céramiques, des statuettes, des étuis à cigarettes, des plaquettes, un plateau peint, un cheval en laiton, un bourre-pipes en métal, une petite peinture sur verre, un éventail, une plaque de manche de meuble et divers autres articles.